# Amaranthus affinis
Amaranthus affinis är en amarantväxtart som beskrevs av Albert Thellung. Amaranthus affinis ingår i släktet amaranter, och familjen amarantväxter. Inga underarter finns listade i Catalogue of Life.